# Confederación Nacional de Organizaciones Campesinas, Indígenas y Negrass y Negras
Die Nationale Konföderation von Bauern-, Indigenen- und Schwarzenorganisationen (Confederación Nacional de Organizaciones Campesinas, Indígenas y Negras, FENOCIN) ist eine Organisation in Ecuador, die die Interessen der genannten Gruppen vertritt. Sie wurde 1965 im Zuge der Landreform von der Gewerkschaft Ecuadorianische Konföderation Katholischer Arbeiter (Confederación Ecuatoriana de Obreros Católicos, CEDOC) als Föderation der Agrararbeiter ( Federación de Trabajadores Agropecuarios, FETAP) gegründet und 1968 in Nationale Föderation von Bauernorganisationen (FENOC) umbenannt. 1988 wird der Name der Organisation um Indígenas in FENOC-I und 1997 um Schwarze (Negros) in FENOCIN erweitert. 1999 schließlich nennt sich die Organisation Nationale Konföderation von Bauern-, Indigenen- und Schwarzenorganisationen. Sie vereinigt in sich 52 Unterorganisationen mit insgesamt mehr als 1300 Basisgruppen, denen 200.000 Familien in 18 Provinzen angehören.
Die FENOCIN steht der Sozialistischen Partei nahe, durch die sie auch in der Nationalversammlung vertreten ist und ist Mitglied in der globalen Bauernorganisation Vía Campesina.